# Luigi Giacobbe
Luigi Giacobbe (Bosco Marengo, 1 de enero de 1907 – Novi Ligure, 1 de diciembre de 1995) fue un ciclista italiano que fue profesional entre 1926 y 1937. En su palmarés destaca una victoria de etapa al Giro de Italia de 1931. En esta mismo carrera acabó cinco veces entre los diez primeros, en las 10 ediciones en que participó. 

## Palmarés
1930
- 2.º en el Giro de Italia

1931
- Tres Valles Varesinos
- 2.º en el Giro de Italia, más 1 etapa

## Resultados en Grandes Vueltas
Durante su carrera deportiva ha conseguido los siguientes puestos en las Grandes Vueltas:
| Carrera         | 1927 | 1928 | 1929 | 1930 | 1931 | 1932 | 1933 | 1934 | 1935 | 1936 |
| --------------- | ---- | ---- | ---- | ---- | ---- | ---- | ---- | ---- | ---- | ---- |
| Giro de Italia  | 9º   | Ab.  | 5º   | 2.º  | 2.º  | 12.º | Ab.  | 9.º  | 30.º | 21.º |
| Tour de Francia | -    | -    | -    | -    | Ab.  | -    | 28.º | -    | Ab.  | -    |
| Vuelta a España | -    | -    | -    | -    | -    | -    | -    | -    | -    | -    |
| Mundial en Ruta | -    | -    | -    | -    | -    | -    | -    | -    | -    | -    |